# 新潟経営大学人工芝グラウンド
新潟経営大学人工芝グラウンド（にいがたけいえいだいがく じんこうしばグラウンド）は、新潟県加茂市の新潟経営大学内である。
愛称：経大フィールド。

## 沿革
- 1994年（平成6年） - 「新潟経営大学人工芝グラウンド」を開設[1]。
- 2004年（平成16年） - サッカー場に施設する人工芝を改修工事完了[2]。
- 2009年（平成21年） - 人工芝グラウンドがリニューアル[3]。
- 2010年（平成22年） - 「新潟経営大学人工芝グラウンド」から「経大フィールド」に名称変更[4]。
- 2019年（令和元年） - 経大フィールド改修工事[5]。
- 2020年（令和2年） - 経大フィールド改修工事進捗状況[6][7]。経大フィールド改修工事終了[8][9]。経大フィールドへの入場、及び観戦[10]。

## 施設概要
- 人工芝グラウンド：105m×67m[2]
- 面積：10,347m²[11]

## アクセス
- 信越本線加茂駅から徒歩40分
- 信越本線羽生田駅から徒歩45分